# Ralf Krewinkel
Ralf Karel Hubert Krewinkel (Kerkrade, 12 novembre 1974) è un politico olandese.

## Biografia
Laburista, Krewinkel entrò nel mondo della politica a seguito delle elezioni amministrative del 1998. Nel 2006 venne nominato assessore del comune di Kerkrade. Nel 2011 venne nominato sindaco del comune di Beek. Nel 2015 venne nominato sindaco del città di Heerlen.